# Natriumseife
| Natriumsalze einzelner Fettsäuren (Beispiele)       |
| Natriumoleat, das Natriumsalz der Ölsäure.          |
| Natriumpalmitat, das Natriumsalz der Palmitinsäure. |
| Natriumstearat, das Natriumsalz der Stearinsäure.   |

Natriumseife, veraltet auch Natronseife, ist eine Sammelbezeichnung für Natriumsalze einzelner Fettsäuren  oder – häufiger – Gemische von Natriumsalzen mehrerer Fettsäuren.

## Herstellung
Die Verseifung natürlicher Fette und Öle mit Natronlauge liefert Gemische von Natriumsalzen der Fettsäuren und Glycerin. Die Anteile der einzelnen Fettsäure-Anionen im Gemisch der Natriumsalze hängt dabei von der Natur und Provenienz des als Rohstoff verwendeten Triglycerides ab.
Eine chemisch weitgehend einheitliche Natriumseife kann man erhalten durch Umsetzung einer reinen Fettsäure mit einer stöchiometrischen Menge Natronlauge. Beispiele für solche Natriumseifen sind:
- Natriumoleat, das Natriumsalz der Ölsäure, ein weißes Pulver, löslich in Wasser und Ethanol.[1]
- Natriumpalmitat, das Natriumsalz der Palmitinsäure (Hexadecansäure), eine weiße wachsartige Masse.[2]
- Natriumstearat, das Natriumsalz der Stearinsäure (Octadecansäure), weißes Blättchen, löslich in Wasser und Ethanol.[3]

## Verwendung

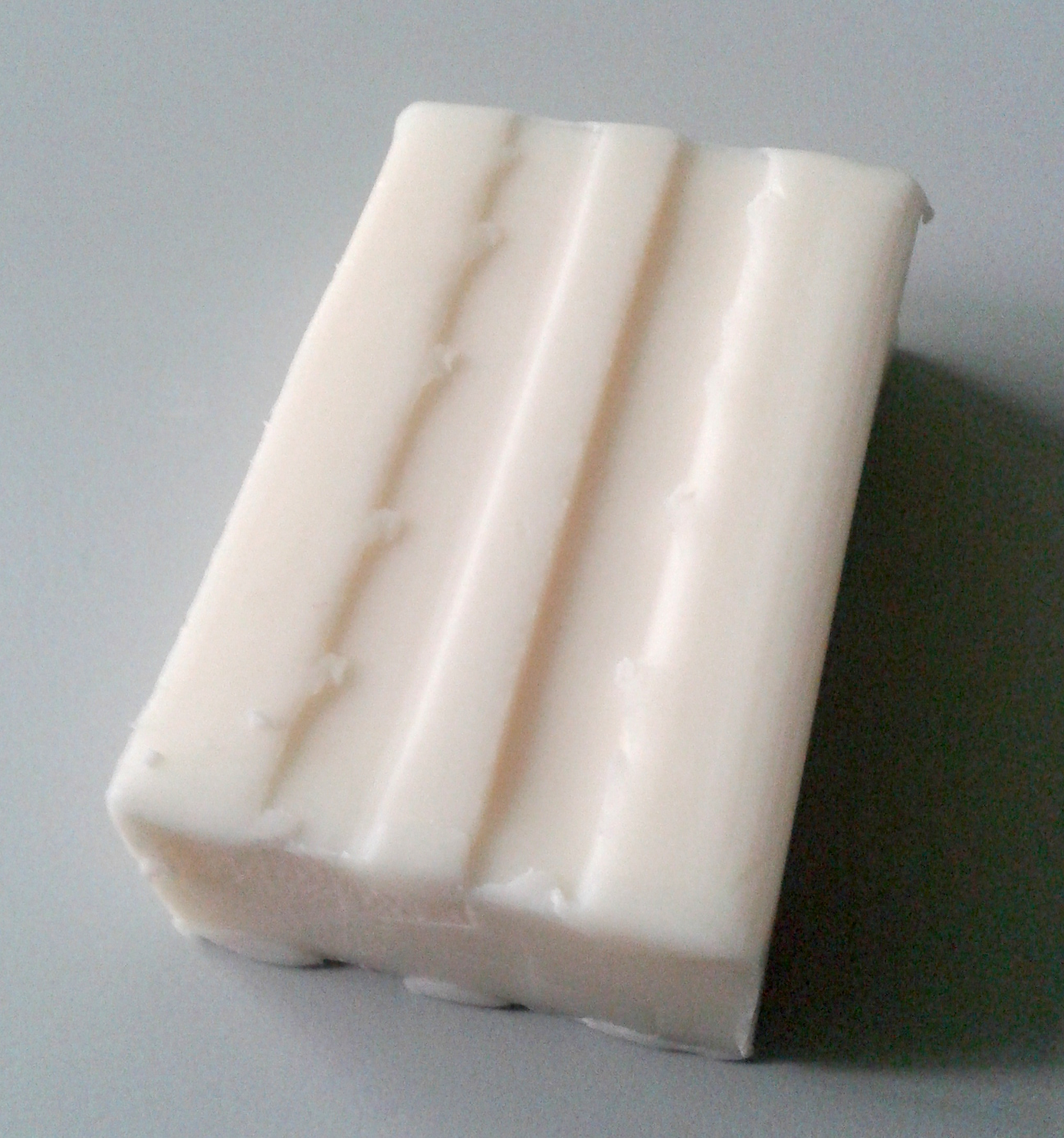
Deutsche Kernseife

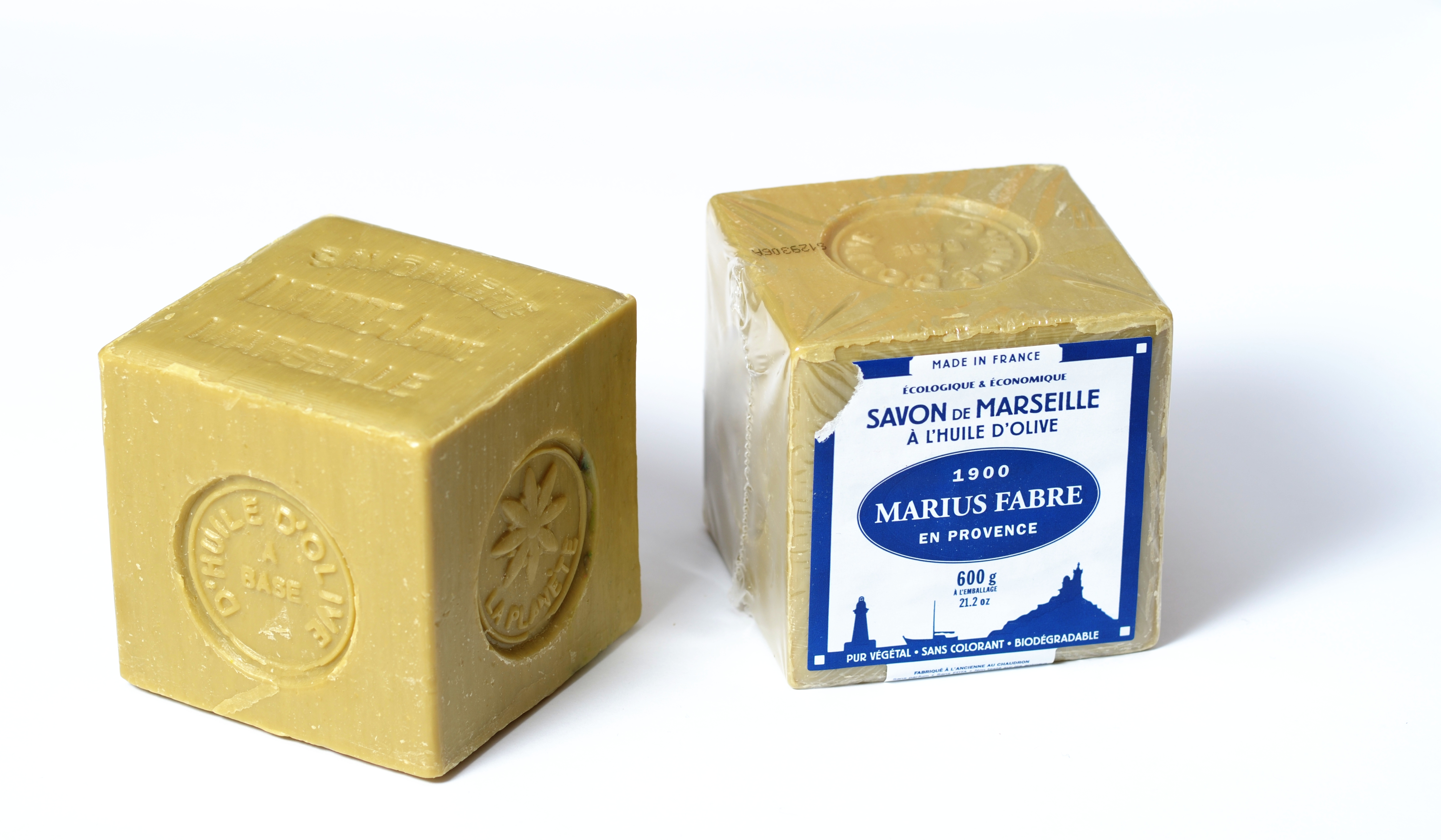
Französische Kernseife (Marseille)

Verwendung finden Natriumseifen als Bestandteil von Suppositorien, harten Seifen (Kernseife), Kosmetika, sowie als Verdickungsmittel in Mineralöl-basierten Schmierfetten.